# Jelsa (Kroatië)
Jelsa (Italiaans: Gelsa) is een plaats op het Kroatische eiland Hvar en heeft per 2005 3656 inwoners. De relatief kleine plaats en haven liggen aan de noordkust van het eiland Hvar.
De gemeente Jelsa heeft een oppervlakte van 146,28 km² en de bevolkingsdichtheid is 25 inwoners per km².

## Economie
De inkomsten van Jelsa zijn gebaseerd op het agrarische, de wijnbouw, olijfbouw, de visserij, varen en het toerisme. Jelsa ligt aan de regionale weg die over het eiland loopt. In de helft van de 19e eeuw werd het moeras langs de kust teruggewonnen en werd het nieuwe centrum van Jelsa geleidelijk gebouwd. Lokale wegen verbinden Jelsa met de buurplaatsen Pitve, Vrisnik, Svirce etc. Jelsa kent ook een dagelijkse bootverbinding met Split op het vasteland en de plaats Bol op het eiland Brač.

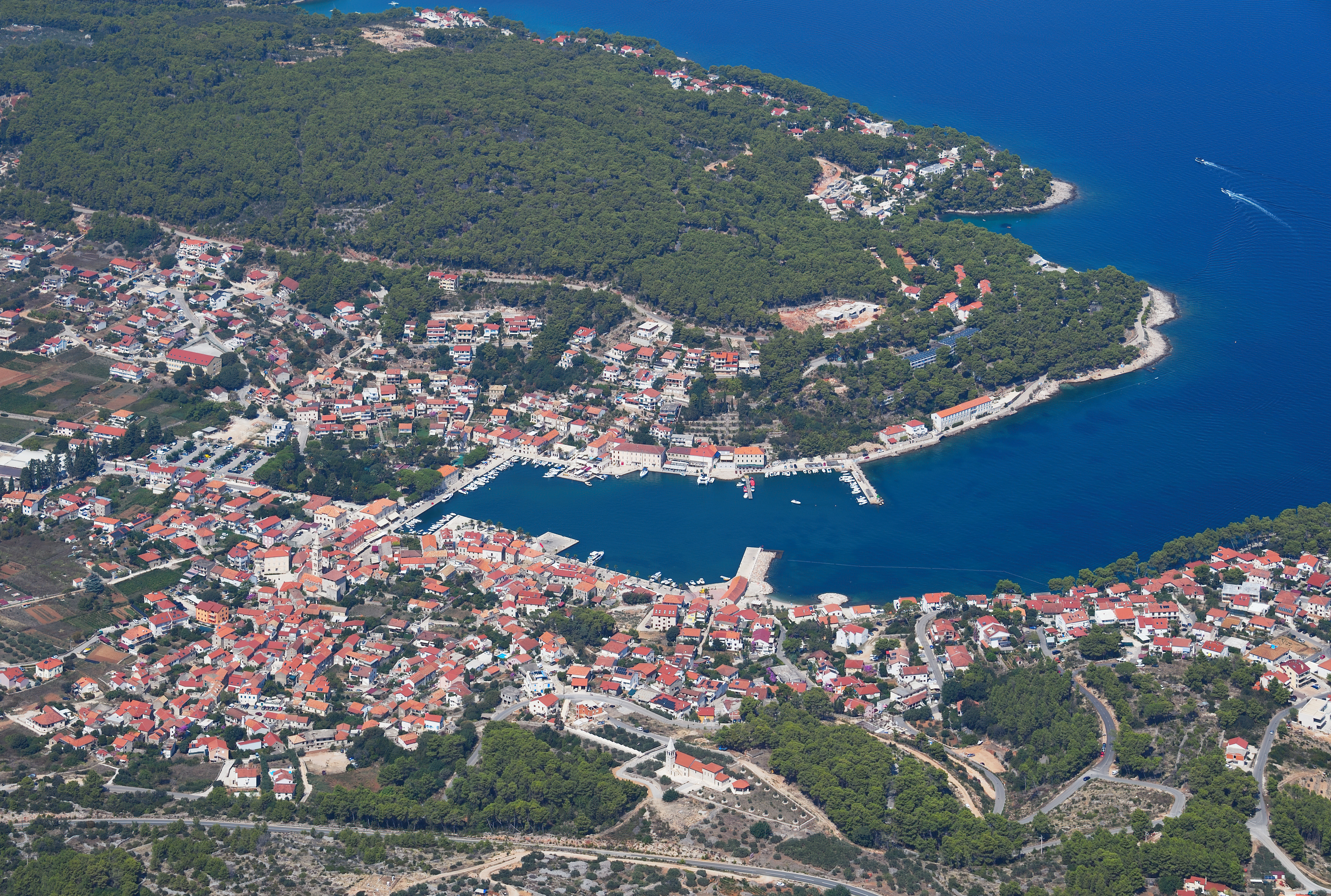
Luchtfoto van Jelsa

Steden (gradovi): Split · Hvar · Imotski · Kaštela · Komiža · Makarska · Omiš · Sinj · Solin · Stari Grad · Supetar · Trilj · Trogir · Vis · Vrgorac · Vrlika

Gemeenten (općine): Baška Voda · Bol · Brela · Cista Provo · Dicmo · Dugi Rat · Dugopolje · Gradac · Hrvace · Jelsa · Klis · Lećevica · Lokvičići · Lovreć · Marina · Milna · Muć · Nerežišća · Okrug · Otok · Podbablje · Podgora · Podstrana · Postira · Prgomet · Primorski Dolac · Proložac · Pučišća · Runovići · Seget · Selca · Sućuraj · Sutivan · Šestanovac · Šolta · Tučepi · Zadvarje · Zagvozd · Zmijavci